# Florence Barclay
Florence Louisa Barclay, född Charlesworth 2 december 1862 i Limpsfield, Surrey, England, död 10 mars 1921, var en brittisk författare av kärleksromaner och noveller. 

## Biografi
Florence Louisa Barclay var dotter till en anglikansk kyrkoherde och hade två systrar, varav en var Maud Ballington Booth, ledare av Frälsningsarmén och en av grundarna till Volunteers of America. När Florence var sju år flyttade familjen till Limehouse i London Borough of Tower Hamlets.
1881 gifte hon sig med prästen Charles W. Barclay och de åkte på bröllopsresa till Det heliga landet. Makarna bosatte sig i Hertford Heath, i Hertfordshire, där hon uppfyllde sina pilkter som prästfru. När hon var strax över 40 år fick hälsoproblem henne att bli sängliggande för en tid och hon ägnade tiden till att skriva det som kom att bli hennes första kärleksroman, The Wheels of Time. Hennes nästa roman, The Rosary, en historia om odödlig kärlek, utgavs 1909 och den blev en stor framgång. Boken översattes till åtta språk och har filmatiserats fem gånger, även dessa på flera olika språk. Enligt New York Times var romanen den bäst säljande i USA år 1910. Dess popularitet höll i sig så pass att mer än 25 år senare gick romanen som serie i tidskriften Sunday Circle och 1926 gjorde den franska dramatikern Alexandre Bisson om historien till en treakters pjäs för den parisiska scenen.
Barclay skrev totalt elva böcker, inklusive ett ej fiktivt verk. Hennes roman från 1910, The Mistress of Shenstone, filmatiserades som stumfilm 1921 med samma titel. Hennes novell, Under the Mulberry Tree trycktes i en specialutgåva av Ladies Home Journal, 11 maj 1911, kallat "The Spring Romance Number".
Barclay dog 1921 vid 58 års ålder. The Life of Florence Barclay; a study in personality publicerades samma år, utan författarnamn, utan endast märkt med skriven av en av hennes döttrar.